# Amanita zambiana
Amanita zambiana là một loài nấm đảm thuộc chi Amanita. Loài này được tìm thấy ở châu Phi, có thể dùng làm thực phẩm và được bán trong các cửa hàng.
A. zambiana được nhà nghiên cứu người Anh, David Pegler cùng với Graham Piearce đến từ Zambia miêu tả khoa học lần đầu tiên vào năm 1980.